# Cyrtandra ventricosa
Cyrtandra ventricosa är en tvåhjärtbladig växtart som beskrevs av Margaret Clark Gillett. Cyrtandra ventricosa ingår i släktet Cyrtandra och familjen Gesneriaceae. Inga underarter finns listade i Catalogue of Life.